# 頭飾指鰧
頭飾指鰧（學名：Dactyloscopus comptus），為輻鰭魚綱䲁形目指鰧科指鰧屬的一個種，分布於中西大西洋波多黎各及維京群島海域，深度0至13公尺，本魚體扁長，向尾部漸細，頭大，上面扁平，眼後微凹，前部圓而窄；眼位於頭頂，有明顯的柄，但柄的長度僅與眼寬相當，眼尖有一圈半透明的凸起或瓣狀物，口上翹，下頜突出，上頜蓋眼睛，單鼻孔，鰓蓋和兩唇均有皮瓣，鰓蓋上有9-22個皮瓣，上唇上有11-12個，背鰭和臀鰭基長，背鰭起源於頸背，背鰭硬棘11-13枚、背鰭軟條27枚、臀鰭硬棘2枚、臀鰭軟條28-30枚，腹鰭根生於喉下，尾鰭基下緣無缺口，側線在最後一根背棘下向下彎曲，背鰭前頸背兩側各有3-4排鱗片，體色淡，除黑色眼圈外無明顯斑紋，體長可達4.5公分，棲息在沙底質海床，生活習性不明。